# Charlot og Charlotte
Charlot og Charlotte er en dansk tv-serie i fire afsnit skrevet og instrueret af Ole Bornedal og udsendt på DR1 i 1996 fra 1. september og de følgende tre søndage. 

## Handling
Serien er en road movie, der fortæller historien om de to meget forskellige unge kvinder, Charlot og Charlotte, der tilfældigt møder hinanden og ender med at køre sammen gennem Danmark fra København til Skagen. Undervejs møder de en lang række meget forskellige mennesker fra den senile Birksted over den psykopatiske massemorder Poul-Teddy til teatertruppen og de gamle beboere på et plejehjem bestyret af en selvrådig forstanderinde. Den naive og bondske Charlotte lærer spontaniteten af den smarte bypige Charlot, mens denne omvendt lærer at sætte pris på det jordnære og de nære oplevelser af Charlotte.
De fire afsnit har titlerne:
1. "Gud ser alt – osse selvom man ikke tror på ham"
2. "Nu forlader I mig"
3. "Jeg så ind i dig"
4. "Man kan frygte alting her i verden – derfor skal I ikke frygte noget som helst"

## Medvirkende
- Ellen Hillingsø – Charlot
- Helle Dolleris – Charlotte
- Ove Sprogøe – Birksted
- Jess Ingerslev – Weirdo-Kaj
- Jarl Friis-Mikkelsen – Hans Jørgen Wilder
- Baard Owe – Pastor Zeem
- Preben Kristensen – Poul-Teddy
- Tommy Kenter – Orson
- Peter Gilsfort – Niels (Charlottes bror)
- Avi Sagild – Charlottes mor
- Isa Holm – Forstanderinde
- Preben Harris – Teaterdirektør
- Michel Castenholt – Nicolaj (gøgler)
- Nicolaj Kopernikus (krediteret som Nikolaf Christiansen) – Thomas "To"

## Musik
Joachim Holbek skrev originalmusik til serien, der også anvendte en hel del eksisterende musik, ikke mindst kendingsmelodien "Bang and Blame" fra R.E.M.'s album Monster. Serien anvendte i vidt omfang andre numre, bl.a.:
- INXS – "Mystify"
- R.E.M. – "Everybody Hurts"
- Ulla Pia – "Sommeren det hændte"
- Bjørn Tidmand – "Lille Sommerfugl"
- Jørgen Ingmann – "Far, jeg kan ikke få hul på kokosnødden"
- Portishead - "Numb"
- Nirvana – "Lithium"
- Stiltskin – "Inside" ?
- Nirvana – "Smells Like Teen Spirit"
- Jørgen Ingmann – "Sikken en herlig dag"
- k.d. lang (?) – "Apogee" og "Lifted by Love"
- Celine Dion – "Power of Love"
- Gasolin' – "Kvinde min"
- D-A-D – "Reconstrucdead"
- The Kinks – "You Really Got Me"

## Locations
Filmen er i overensstemmelse med handlingen optaget som et roadtrip fra København til Skagen og locations inkluderer Kastrup Lufthavn, Valby, Rigshospitalet, Storebæltsfærgen og Halskov Færgeleje, Lykkesholm (som slottet Birksted), den gamle Lillebæltsbro,  Verdenskortet ved Klejtrup Sø og Skagen.

## Filmiske referencer
Der er i serien pasticher på kendte film og tv-serier, bl.a.:
- Orson er bevidst modelleret over Orson Welles i Politiets blinde øje.
- Scenen, hvor et ægtepar kører i grøften, får et lift, giver hinanden ubehageligheder, og derefter bliver sat af, er næsten en tro kopi af en scene fra Ingmar Bergmans Ved vejs ende.
- De to kvinders rejse bringer mindelser om Thelma og Louise.
- Flere facetter af livet i Skagen peger på Fiskerne, blandt andet valg af navne samt Avi Sagilds rolle, der ligner den, hun havde i Fiskerne.
- Sygeplejersken på plejehjemmet er modeleret over Sygeplejerske Pilbow i Gøgereden instrueret af Milos Forman.

## Modtagelse
Serien blev godt modtaget af anmelderne og senere vandt den Prix Italia.

## Dvd-udgave
Efter lang tid blev serien i 2010 udgivet som en dobbelt-dvd. I denne version er meget af filmmusikken fra tv-udsendelsen blevet fjernet og udskiftet. Mest markant er R.E.M.'s "Bang and Blame" blevet skiftet ud med musik af Leonard Cohen.